# Schloss Waizenbach

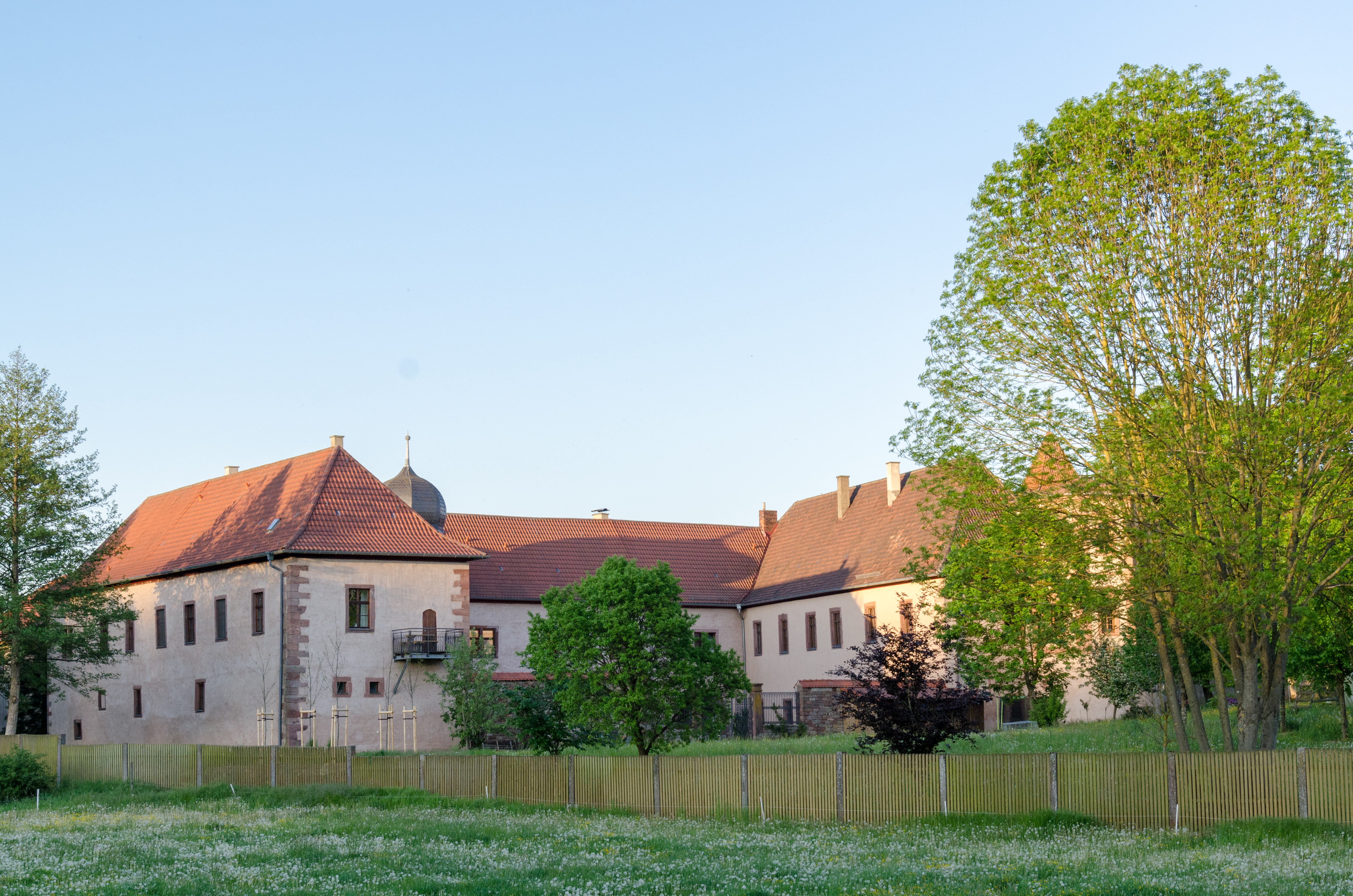
Schloss Waizenbach

Das Schloss Waizenbach steht im unterfränkischen Waizenbach, einem Ortsteil der Gemeinde Wartmannsroth im bayerischen Landkreis Bad Kissingen.
Das Schloss gehört zu den Baudenkmälern von Wartmannsroth und ist unter der Nummer D-6-72-161-17 in der Bayerischen Denkmalliste registriert.

## Geschichte
Das Schloss Waizenbach wurde im Jahr 1570 von Dietz von Thüngen und seiner Ehefrau Agatha von Seckendorf erbaut.
Im Jahr 1629 wurde Wolf Dietrich Truchseß von Wetzhausen, Gatte der Christine Barbara von Thüngen, neuer Eigentümer des Schlosses; Besitzer blieb aber bis 1678 die Familie Thüngen. Im Jahr 1682 kam es in Besitz von Maria Kunigunde von Elkershausen, geborene von Thüngen, konnte aber im Folgejahr von Domherr Johann Samuel von Thüngen zu Bamberg und zu Würzburg zurückgekauft werden. Nach seinem Tode entwickelte sich zwischen seinen beiden Töchtern ein Erbstreit, der über mehrere Jahrzehnte mit wechselnden Prozessparteien, darunter den Grafen von Hatzfeld, geführt wurde und schließlich 1732 durch eine Einigung mit dem Juliusspital in Würzburg, als letztem Prozessgegner, vor dem Reichskammergericht zu Gunsten der Enkelin des Erwerbers, Magdalena Regina Truchseß von Wetzhausen geb. von Jöstelberg, entschieden wurde. 
Diese richtete für die unverheirateten, evangelischen Töchter der ihr verwandten Familien Truchseß von Wetzhausen und von Stetten und darüber hinaus für Töchter der Familien der Fränkischen Ritterschaft in Waizenbach ein Damenstift ein. Die dort in frommer Hausgemeinschaft lebenden Stiftsdamen unterstanden einer aus ihrem Kreis gewählten Pröpstin und führten einen gemeinsamen Haushalt.  Am  15. April 1883 wurde dieser Stiftungshaushalt aufgelöst, die Damen verließen Waizenbach. Das Schloß verfiel zusehends und diente im Ersten Weltkrieg französischen Kriegsgefangenen als Unterkunft, später war u. a. der Reichsarbeitsdienst dort untergebracht. Am 5. April 1945 wurden das Schloß, die Kirche und mehrere Gebäude in Waizenbach durch Fliegerangriff schwer beschädigt. Nach ersten Sicherungsmaßnahmen nach dem Krieg und dem Wiederaufbau der Kirche ist das Schloß in den Jahren 2001/02 und 2012 restauriert worden und wird heute von verschiedenen Mietern genutzt. Die Stiftung, deren Vermögen neben den Gebäuden aus land- und forstwirtschaftlichen Flächen besteht, stand nahezu zweihundert Jahre bis zum Jahr 1997 unter der Verwaltung der Krone Bayerns und ab 1919 des Freistaats Bayern und wird seither von einem Vertreter der Stifterfamilie verwaltet. Der heutige Verwalter ist Michael Freiherr Truchseß von Wetzhausen.